# Grallaria milleri
Grallaria milleri là một loài chim trong họ Grallariidae.